# 정허카리스
정허카리스（학명: Zhenghecaris shankouensis 정허카리스 산커우엔시스[*]는 정허카리스속에 속하는 단일종이자 모식종인 동물로, 현재 절지동물문 공하강 방사치목에 속하는 후르디아과에 속한다. 머리 경판만이 보존된 채 남아 있어 분류에 논란이 있다.

## 발견과 명명
정허카리스의 화석은 중국 운남성 쿤밍의 산커우촌에서 발견되었으며, 완모식표본은 Sk010120, 부모식표본은 Sk010121이다. 정허카리스는 머리경판 화석만 보존되어 있고 이외의 것은 남아있는 것이 거의 없어 분류에 대한 논란이 있다.
정허카리스의 속명(Zhenghecaris)은 발견지 근처에서 태어난 중국 명나라의 제독인 정화 (郑和)에서 유래했다. 종소명 산커우엔시스(Shankouensis)는 발견지인 운남성의 산커우촌(山口村)에서 따왔다.

## 특징
머리경판의 길이는 약 125mm이다. 전체적으로는 전연, 후연 및 양쪽의 액요(吻凹)로 나눌 수 있으며, 여기서 액요는 전연과 후연을 나눈다. 액요는 또, 내액요와 외액요로 나뉜다. 내액요와 외액요는 모두 뒤로 뻗어있어 지그재그 모양의 테두리를 형성한다. 경판의 전연은 뚜렷한 굴곡을 띠며, 다시 옆쪽으로 끝부분의 액요까지 곧장 이어진다. 경판 후연의 중간 부분은 원형이며 경판의 너비의 절반 이상을 차지해 내액요까지 앞으로 구부러진다.

## 분류

### 2017년 이전
장 바니에르 (Jean Vannier) 등이 2006년에 기재한 것으로, 정허카리스의 머리경판 화석 한 점만이 발견되어 다양한 가능성이 내재되어 있었다. 첫 번째 발표에서는 정허카리스를 '이매갑류 절지동물'에 속하며, 당시 발견된 가장 큰 몸집을 지닌 것으로 여겼다. 그리고 장 바니에르 등은 두 가지 특징으로 미루어 볼 때, 낭두강(Thylacocephala)에 속할 것으로 생각했다. 첫 번째는 경판의 등쪽이 융합되어 옆으로 압축되어 있고 액요 구조가 있다는 점이다. 두 번째는 액요의 비율이 다른 낭두강 동물들과 유사하는 점이다.한때 최초로 발견된 (것으로 여겨졌던) 낭두강 동물이었다.

### 2017년 이후
2017년, 정한(曾晗) 등은 새로이 발견된 경판을 통해 타우리코르니카리스(Tauricornicaris)라는 신종을 기재하여 이를 후르디아과의 일종으로 분류시켰다. 동시에 그 형태와 구성에 따라 정허카리스속을 후르디아과에 포함시켰다. 콩페이윈(叢培允) 등은 타우리코르니카리스가 방사치목에 속하지 않고 진절지동물군(Euarthropod)에 가깝다고 보아 정허카리스는 방사치목에 속해서는 안 된다고 제안했다. 그러나 일부 학자들은 경판의 모양이 캄브로라스테르와 비슷한 점이 있다고 여겨져 이를 후르디아과로 묶었으며, 일부 계통발생수의 결과는 캄브로라스테르와 정허카리스를 한데 묶인 계통으로 만들었다.